# Verosimile (singolo)
Verosimile è un singolo della cantante Italiana Arisa, pubblicato l'11 febbraio 2022.

## Descrizione
Il singolo fa parte della colonna sonora della serie televisiva Fedeltà diretto da Andrea Molaioli e Stefano Cipani.

## Video musicale
Il video è stato pubblicato in concomitanza con il lancio del singolo attraverso il canale YouTube di Netflix Italia.

## Tracce
Testi di Rosalba Pippa, Stefano Cipani e Mario Fanizzi.
1. Verosimile (From "Fedeltà") – 2:21